# Agrodome
El Agrodome en Rotorua es una importante atracción turística en Nueva Zelanda. El parque temático de la granja, propiedad mayoritaria de Ngāi Tahu Tourism, con sede en Christchurch, fue fundado en 1971.

## Historia
El Agrodome fue creado en 1971 por Godfrey Bowen y George Harford como un parque temático de granja. Bowen era un esquilador de ovejas del campeonato del mundo con una gran reputación internacional y Harford era un granjero local. La empresa fue financiada en parte por el gobierno como una iniciativa turística. El hermano de Bowen, Iván, también un experto esquilador, era el jefe de espectáculos del Agrodome.

## Atracciones y actividades
En 2016, la gerencia de Agrodome compró un trío de caballos de Clydesdale que habían sido una atracción turística en el suburbio de Auckland de Devonport y que tenían papeles de actuación en The Hobbit y Xena: la princesa guerrera. Desde 2018, el Agrodome tiene ovejas Valais Blacknose, que son nuevas en el país. La compra llevó el número de especies de ovejas en el Agrodome a 26.
El Espectáculo Anual Rotorua A&P (agrícola y pastoral) se lleva a cabo en el Agrodome. Los campeonatos de campo a través de escuelas secundarias de 2016 se llevaron a cabo en el Agrodome.
Hay tres espectáculos agrícolas que se llevan a cabo por día con una duración de una hora cada uno. Los componentes incluyen la esquila de ovejas, el aprendizaje sobre los animales de granja. El espectáculo, que es a la vez educativo y entretenido, es popular entre los turistas y lugareños por igual.

## Propiedad
El Agrodome era propiedad de las familias Bowen y Hartford. En 2006, las familias compraron el Lakeland Queen a los receptores; el barco se utiliza como restaurante y para cruceros por el lago Rotorua. En 2011, Ngāi Tahu Tourism fue traído como un socio comercial con experiencia en el mercado turístico, con la iwi obteniendo una participación del 75%.